# Viện Kiểm sát Liên Xô
Viện Kiểm sát Liên Xô (tiếng Nga: Прокуратура СССР) là một cơ quan liên bang nhà nước thực hiện quyền giám sát tối cao đối với việc thực hiện luật pháp ở Liên Xô.
Kể từ ngày 8 tháng 12 năm 1991, Viện Kiểm sát Liên Xô dưới sự lãnh đạo của Tổng kiểm sát trưởng Liên Xô Nikolai Trubin đã không hành động phản đối các Hiệp định Belovezha và Nghị định thư Alma-Ata, cũng như các quyết định của Hội đồng Cộng hòa Xô viết Tối cao Liên Xô (Совет Республик Верховного Совета СССР) đã vi phạm Luật Liên Xô ngày 3/4/1990 số 1409-I "Về thủ tục giải quyết các vấn đề liên quan đến việc rút một nước cộng hòa thuộc Liên bang khỏi Liên Xô" và kết quả của cuộc trưng cầu dân ý toàn Liên Xô về việc duy trì sự tồn tại Liên Xô; ngày 29 tháng 1 năm 1992 Viện Kiểm sát Liên Xô giải thể .

## Lịch sử
Viện Kiểm sát Liên Xô được thành lập theo nghị quyết của Ủy ban Chấp hành Trung ương toàn Nga vào ngày 28 tháng 5 năm 1922 nhằm giám sát việc tuân thủ pháp luật và đấu tranh chống tội phạm.
Năm 1923-1933, có tên gọi là Viện Kiểm sát Tòa án Tối cao Liên Xô (Прокуратура Верховного суда СССР).
Vào tháng 6 năm 1933, theo nghị quyết của Ủy ban Chấp hành Trung ương và Hội đồng Dân ủy Liên Xô, quyết định thành lập Viện Kiểm sát Liên Xô, bổ sung thêm một số chức năng sau:
- giám sát việc tuân thủ các nghị quyết và pháp luật, mọi cơ quan thuộc Liên Xô và các nước Cộng hòa Liên bang, chính quyền địa phương đối với Hiến pháp;
- giám sát việc áp dụng đúng đắn và thống nhất pháp luật, các cơ quan tư pháp của các nước Cộng hòa Liên bang có quyền tái thẩm bất kỳ vụ án nào ở bất kỳ giai đoạn nào của quá trình tố tụng, kháng cáo các bản án và quyết định của Tòa án lên các cơ quan tư pháp cấp cao hơn và đình chỉ việc thi hành chúng;
- tiến hành các thủ tục tố tụng hình sự và duy trì các cáo buộc trong tất cả các phiên tòa xét xử trên lãnh thổ của Liên Xô;
- giám sát trên cơ sở một điều khoản đặc biệt về tính hợp pháp và đúng đắn các hành động của Cục Chính trị Quốc gia toàn liên bang (OGPU), cảnh sát, cơ quan điều tra tội phạm và các tổ chức lao động cải tạo;
- quản lý chung của Viện Kiểm sát các nước Cộng hòa Liên bang

Chương 9 Hiến pháp Liên Xô đã củng cố các nguyên tắc tổ chức thiết lập các cơ quan của Viện Kiểm sát Liên Xô và xác định nhiệm vụ của Viện.
Theo Nghị quyết của Đoàn Chủ tịch Xô Viết Tối cao Liên Xô ngày 22 tháng 6 năm 1941 "Thiết quân luật", công việc của các cơ quan kiểm sát, cả quân sự và địa phương, được thiết lập lại theo phương pháp quân sự.
Vào tháng 9 năm 1943, Nghị định của Đoàn Chủ tịch Xô Viết Tối cao Liên Xô quy định các ngạch kiểm sát viên và điều tra viên cùng với việc ban hành đồng phục. Đồng thời, việc phân loại so sánh các cấp bậc của kiểm sát viên và điều tra viên, tương đương với cấp bậc quân đội, đã được ban hành.
Tính đến tầm quan trọng về mặt chính trị và nhà nước đối với hoạt động của Viện Kiểm sát và để tăng uy tín, quyền hạn và ảnh hưởng của Viện Kiểm sát đối với việc đảm bảo tính hợp pháp trong nhà nước, vào tháng 3 năm 1946, Xô viết Tối cao Liên Xô đã thông qua Luật Kiểm sát Liên Xô "Về việc đổi Viện Kiểm sát Toàn Liên Xô thay cho Viện Kiểm sát Liên Xô".
Tháng 5 năm 1955, Nghị định của Đoàn Chủ tịch Xô Viết Tối cao Liên Xô đã phê chuẩn một đạo luật lập pháp quan trọng là "Quy định về hoạt động giám sát của Kiểm sát viên ở Liên Xô". Điều 1 của Quy chế giao cho Tổng Kiểm sát trưởng Liên Xô giám sát cao nhất đối với việc thực thi chính xác pháp luật của tất cả các bộ và cơ quan thuộc thẩm quyền của Viện, cũng như của công dân Liên Xô.
Sau khi Hiến pháp mới của Liên Xô được thông qua vào năm 1977, Viện Kiểm sát Liên Xô bắt đầu xây dựng Luật về Viện Kiểm sát Liên Xô trên cơ sở thay thế Quy định về Giám sát của Kiểm sát viên ở Liên Xô được phê duyệt năm 1955. Theo Luật Liên Xô về Viện Kiểm sát Liên Xô được thông qua vào tháng 11 năm 1979, các lĩnh vực hoạt động chính của Viện Kiểm sát Liên Xô bao gồm:
- giám sát tối cao đối với việc thực thi chính xác và thống nhất pháp luật;
- chống vi phạm pháp luật, bảo vệ tài sản xã hội chủ nghĩa;
- đấu tranh phòng chống tội phạm và các hành vi phạm tội khác;
- điều tra tội phạm;
- truy cứu trách nhiệm hình sự người đã phạm tội;
- bảo đảm tính tất yếu trách nhiệm đối với tội phạm;
- cùng với các cơ quan nhà nước khác xây dựng các biện pháp phòng chống tội phạm và các hành vi phạm tội khác;
- phối hợp hoạt động với các cơ quan thực thi pháp luật trong việc đấu tranh chống tội phạm và các hành vi phạm tội khác, tham gia vào việc cải cách pháp luật và thúc đẩy pháp luật của Liên Xô.

Luật cũng thiết lập quyền sáng kiến lập pháp của Tổng kiểm sát trưởng Liên Xô, đồng thời Tổng kiểm sát trưởng chịu trách nhiệm hoàn toàn và giải trình trước Xô Viết Tối cao Liên Xô, và trong khoảng thời gian giữa các kỳ họp là Đoàn Chủ tịch Xô Viết Tối cao Liên Xô.

## Cấu trúc
Đứng đầu Viện Kiểm sát Liên Xô là Tổng Kiểm sát trưởng Liên Xô, do Xô Viết Tối cao Liên Xô bổ nhiệm với nhiệm kỳ 7 năm. Các cơ quan của Viện Kiểm sát hình thành một hệ thống tập trung duy nhất với sự phụ thuộc của các công tố viên cấp dưới lên cấp trên.
Cơ cấu của Viện Kiểm sát được Đoàn Chủ tịch Xô Viết Tối cao Liên Xô phê chuẩn. Các Viện Kiểm sát được thành lập ở Cộng hòa Liên bang và các nước Cộng hòa tự trị, krays, oblast, oblast tự trị, các quận, thành phố và quận quốc gia. Quân đội và Hải quân Liên Xô cũng có các Viện Kiểm sát quân sự của các quân khu, hạm đội, đội quân và đơn vị đồn trú; các Viện Kiểm sát Quân sự do Tổng Kiểm sát trưởng Liên Xô đứng đầu trực tiếp và thông qua Viện trưởng Viện Kiểm sát Quân sự. Viện Kiểm sát Quân sự Nhà nước Liên Xô hoạt động trên cơ sở Quy chế Viện Kiểm sát Quân sự, được phê chuẩn bởi Nghị định Đoàn Chủ tịch Xô Viết Tối cao Liên Xô ngày 19 tháng 12 năm 1966.
Một Hội đồng bao gồm Tổng Kiểm sát trưởng Liên Xô (Chủ tịch) và các quan chức cấp cao của Viện Kiểm sát được thành lập. Trực thuộc Viện Kiểm sát Liên Xô bao gồm các Kiểm sát viên của các nước cộng hòa Liên bang và Viện trưởng Viện kiểm sát quân sự, các điều tra viên đối với các vụ án đặc biệt quan trọng. Các Hội đồng cũng được thành lập trong Viện Kiểm sát các nước Cộng hòa Liên bang.

## Cấp bậc
Cấp bậc trong Viện Kiểm sát Liên Xô như sau:
- Cố vấn pháp luật nhà nước thường trực
- Cố vấn pháp luật nhà nước hạng nhất
- Cố vấn pháp luật nhà nước hạng nhì
- Cố vấn pháp luật nhà nước hạng ba
- Cố vấn pháp luật bậc trên
- Cố vấn pháp luật
- Cố vấn pháp luật bậc dưới
- Luật gia hạng nhất
- Luật gia hạng nhì
- Luật gia hạng ba
- Luật gia bậc dưới

## Tổng Kiểm sát trưởng

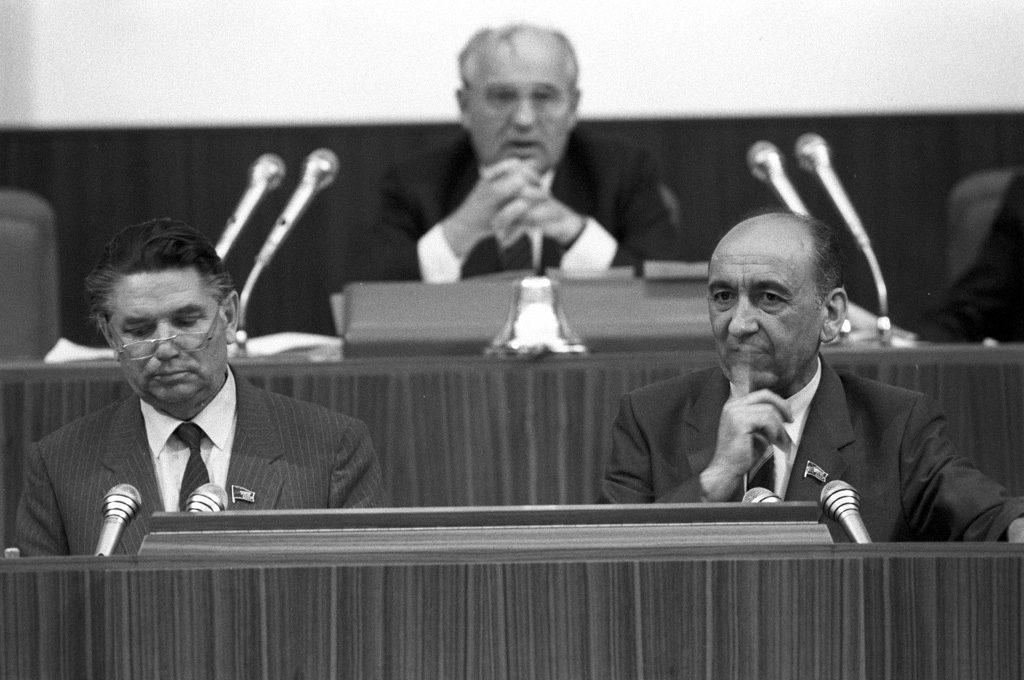
Alexander Sukharev (trái) tại Phiên họp thứ nhất Đại hội Đại biểu Nhân dân Liên Xô với điều tra viên Telman Gdlyan (phải) và Mikhail Gorbachev (giữa)

| STT | Chân dung                 | Tên (Sinh-Mất)                                                           | Nhiệm kỳ                 | Nhiệm kỳ                | Nhiệm kỳ         |
| STT | Chân dung                 | Tên (Sinh-Mất)                                                           | Bổ nhiệm                 | Miễn nhiệm              | Thời gian        |
| --- | ------------------------- | ------------------------------------------------------------------------ | ------------------------ | ----------------------- | ---------------- |
| 1   | Pyotr Krasikov            | Pyotr Krasikov (1870–1939)                                               | 15 tháng 3 năm 1924      | 20 tháng 6 năm 1933     | 9 năm, 97 ngày   |
| 2   | Ivan Akulov               | Ivan Akulov (1888–1937)                                                  | 20 tháng 6 năm 1933      | 3 tháng 3 năm 1935      | 1 năm, 256 ngày  |
| 3   | Andrey Vyshinsky          | Andrey Vyshinsky (1883–1954) (từ 1931 - Kiểm sát viên Nga Xô)            | 3 tháng 3 năm 1935       | 31 tháng 5 năm 1939     | 4 năm, 89 ngày   |
| 4   | Mikhail Pankratov [ru]    | Mikhail Pankratov (1901–1974)                                            | 31 tháng 5 năm 1939      | 7 tháng 8 năm 1940      | 1 năm, 68 ngày   |
| 5   | Viktor Bochkov [ru]       | Viktor Bochkov (1900–1981)                                               | 7 tháng 8 năm 1940       | 11 tháng 3 năm 1943     | 2 năm, 216 ngày  |
| 6   | Konstantin Gorshenin [ru] | Konstantin Gorshenin (1907–1978) (từ 1946— Tổng kiểm sát trưởng Liên Xô) | ngày 12 tháng 3 năm 1943 | ngày 4 tháng 2 năm 1948 | 4 năm, 329 ngày  |
| 7   | Gregory Safonov [ru]      | Gregory Safonov (1904–1972)                                              | 5 tháng 2 năm 1948       | 8 tháng 8 năm 1953      | 5 năm, 184 ngày  |
| 8   | Roman Rudenko             | Roman Rudenko (1907–1981)                                                | 8 tháng 8 năm 1953       | 23 tháng 1 năm 1981     | 27 năm, 168 ngày |
| 9   | Alexander Rekunkov [ru]   | Alexander Rekunkov (1920–1996)                                           | 9 tháng 2 năm 1981       | 26 tháng 5 năm 1988     | 7 năm, 107 ngày  |
| 10  | Aleksandr Sukharev [ru]   | Aleksandr Sukharev (1923–1996)                                           | 26 tháng 5 năm 1988      | 22 tháng 9 năm 1990     | 2 năm, 119 ngày  |
| 11  | Nikolai Trubin [ru]       | Nikolai Trubin (1931–1996)                                               | 11 tháng 12 năm 1990     | 29 tháng 1 năm 1992     | 1 năm, 49 ngày   |